# Comuna Racu, Harghita
Racu (în maghiară: Csikrákos) este o comună în județul Harghita, Transilvania, România, formată din satele Gârciu și Racu (reședința).

## Demografie
Componența etnică a comunei Racu
     Maghiari (94,87%)
     Romi (1,13%)
     Alte etnii (0,5%)
     Necunoscută (3,5%)
Componența confesională a comunei Racu
     Romano-catolici (94,12%)
     Alte religii (2,19%)
     Necunoscută (3,69%)
Conform recensământului efectuat în 2021, populația comunei Racu se ridică la 1.599 de locuitori, în scădere față de recensământul anterior din 2011, când fuseseră înregistrați 1.607 locuitori. Majoritatea locuitorilor sunt maghiari (94,87%), cu o minoritate de romi (1,13%), iar pentru 3,5% nu se cunoaște apartenența etnică. Din punct de vedere confesional, majoritatea locuitorilor sunt romano-catolici (94,12%), iar pentru 3,69% nu se cunoaște apartenența confesională.

## Politică și administrație
Comuna Racu este administrată de un primar și un consiliu local compus din 11 consilieri. Primarul, Attila Császár[*], de la Uniunea Democrată Maghiară din România, este în funcție din 2008. Începând cu alegerile locale din 2024, consiliul local are următoarea componență pe partide politice:
|  | Partid                                 | Consilieri | Componența Consiliului | Componența Consiliului | Componența Consiliului | Componența Consiliului | Componența Consiliului | Componența Consiliului | Componența Consiliului | Componența Consiliului | Componența Consiliului | Componența Consiliului | Componența Consiliului |
|  | -------------------------------------- | ---------- | ---------------------- | ---------------------- | ---------------------- | ---------------------- | ---------------------- | ---------------------- | ---------------------- | ---------------------- | ---------------------- | ---------------------- | ---------------------- |
|  | Uniunea Democrată Maghiară din România | 11         |                        |                        |                        |                        |                        |                        |                        |                        |                        |                        |                        |

## Personalități născute aici
- Sárosi Bálint (n. 1925), muzicolog.